# Itália nos Jogos Olímpicos de Verão de 1984
A Itália participou dos Jogos Olímpicos de Verão de 1984 em Los Angeles, Estados Unidos.